# Don Novello
Don Novello (* 1. Januar 1943 in Ashtabula, Ohio) ist ein US-amerikanischer Schauspieler, Drehbuchautor und Filmproduzent.

## Leben
Don Novello wurde als Sohn von Augustine Novello, einem Physiker, und Eleanor Finnerty geboren. Von 1959 bis 1960 besuchte er die Lorain Highschool, 1964 schloss er sein Studium an der University of Dayton ab.
Novello spielte von 1978 bis 1986 in der Fernsehserie Saturday Night Live, für die er auch einige Episoden schrieb. Er produzierte und schrieb außerdem 1982 die Comedy-Serie SCTV Network 90. Neben seinen Auftritten im Fernsehen war Novello auch in einigen bekannten Filmen zu sehen, wie etwa in Der Pate III (1990), Jack (1996) oder Twixt (2011).
Sein Bruder Joe Novello ist als Psychologe tätig.

## Auszeichnungen
Novello wurde fünfmal für den Emmy Award als bester Drehbuchautor nominiert: 1977 für Van Dyke and Company, 1978, 1979 und 1980 jeweils für Saturday Night Live und 1982 für SCTV Network 90. Darüber hinaus erhielt er 1982 sowie 1983 eine Emmy-Nominierung als Produzent für die beste Comedy-Sendung für SCTV Network 90.

## Filmografie (Auswahl)

### Schauspieler
- 1978–1995: Saturday Night Live (Fernsehserie, 40 Episoden)
- 1985: Männer für jeden Job (Head Office)
- 1988: Tucker – Ein Mann und sein Traum (Tucker: The Man and His Dream)
- 1990: The Spirit of '76
- 1990: Der Pate III
- 1993: Stadtgeschichten (Fernsehserie, 2 Episoden)
- 1993: Teenage Bonnie und Klepto Clyde
- 1995: Casper
- 1995: Eine heiße Affäre (One Night Stand)
- 1995: Eine schrecklich nette Familie  (Fernsehserie, Staffel 10, Folge 3 Trauerfeier für Buck)
- 1996: Jack
- 1997: Touch – Der Typ mit den magischen Händen (Touch)
- 1999: Ticket to Love (Juste the Ticket)
- 2000: Die Abenteuer von Rocky und Bullwinkle (The Adventures of Rocky & Bullwinkle)
- 2000: Juste une nuit (Just One Night)
- 2000: Nothing Sacred
- 2006: Factory Girl
- 2011: Twixt
- 2013: Palo Alto

### Drehbuchautor
- 1976: Van Dyke and Company (Fernsehserie, 2 Episoden)
- 1978: Things We Did Last Summer (Fernsehfilm)
- 1978–1986: Saturday Night Live (Fernsehserie, 68 Episoden)
- 1982: SCTV Network 90 (Fernsehserie, 9 Episoden)
- 1984: Blondes vs. Brunettes (Fernsehfilm)
- 1987: Our Planet Tonight (Fernsehfilm)

## Filmproduzent
- 1982: SCTV Network 90 (Fernsehserie, 9 Episoden)
- 1983: SCTV Channel (Fernsehserie)